# 玉川総合公園
玉川総合公園（たまがわそうごうこうえん）は、愛媛県今治市玉川町摺木にある総合公園である。

## 概要
文化ホールを兼ねた多目的体育館「グリーンピア玉川」。
、テニスコート、ゲートボール場などのスポーツ施設のほか、滑り台などの遊具が設置されている。
また、万葉集に登場する植物を集めた植物園「万葉の森」が設置されており、地区内に自生する草木を生かしながら、センダンやムクゲ、コナラなど万葉集で詠まれた約130種類が植えている。
公園整備では、郷土出身の実業家で玉川近代美術館を寄贈した徳生忠常からの資金援助を受けている。玉川町（現：今治市）は、徳生忠常の銅像を建てようとしたが本人に固辞され、「徳生ひろば」という名前のみ石に刻まれている。

## 沿革
- 1989年 - 開園。
- 1998年 - グリーンピア玉川が落成[5]。
- 2002年 - 「万葉の森」を開設[4]。

## 主な施設
- 多目的広場
- テニスコート
- ゲートボール場
- グリーンピア玉川（多目的体育館）
- 展望広場
- 陽だまり広場
- 遊具

## アクセス
- 西瀬戸自動車道今治インターチェンジより車で約15分。
- 今治駅、松山市駅より瀬戸内運輸（特急バス今治～松山線）にて「玉川支所前」停留所で下車、徒歩で約10分。

## 周辺
- 今治市立九和小学校
- 今治市立玉川中学校
- 今治市役所玉川支所（旧玉川町役場）
- 玉川近代美術館